# Viburnum x burkwoodii
Duftsnebolle (Viburnum x burkwoodii) er en vintergrøn busk med en noget uregelmæssig og udspærret, opret vækst. Yngre grene er overhængende. Blomsterne har en intens og behagelig, sød duft.

## Beskrivelse
Barken er dækket af et tæt hårlag. Solsiden er rødlig, mens skyggesiden er grågrøn. Senere bliver den gråbrun og stivhåret. Gamle grene kan få en grå og sprukken bark. Bladknopperne er modsatte og sidder tæt tiltrykt opad skuddet. De er aflange og helt dækket af grågule hår. Blomsterknopperne sidder i endestillede, kompakte småstande på en kort, fælles stilk. Også de er dækket af grågule hår. 
Bladene er elliptiske eller ovale og hele med en tandet rand. Oversiden er skinnende blank og mørkegrøn, mens undersiden først er hvid, men senere mere gylden på grund af farveskifte i et filtet hårlag. Nogle af bladene får høstfarve og bliver gule eller vinrøde. Blomstringen sker før løvspring, dvs. i april, hvor man ser de endestillede, næsten kuglerunde halvskærme. De enkelte blomster er regelmæssige og hvide. Hybriden er næsten steril, og man ser sjældent de sorte stenfrugter, som er uden spireevne.
Rodnettet er trævlet, da planten bliver formeret ved stiklinger. 
Højde x bredde og årlig tilvækst: 2,00 x 3,00 m (20 x 30 cm/år).

## Hjemsted
Da denne plante er en hybrid, har den intet hjemsted. Den opstod i 1924 i den engelske planteskole, "Burkwood & Shipwith". Den ene af forældrearterne er Viburnum carlesii, mens den anden ikke længere kendes.

## Anvendelse
Hybriden bruges i haverne på grund af den tidlige, smukke og duftende blomstring. Den er noget følsom over for barfrost, men på et beskyttet sted i let skygge vil den klare sig fint. I dag er den i nogen grad afløst af en anden hybrid, Velduftende snebolle (Viburnum x carlcephalum).
| Portal | Portal:Botanik |